# Neuburgo
Neuburgo ou Neoburgo (em alemão: Neuburg ou Neuburg am Inn) é um município da Alemanha, no distrito de Passau, na região administrativa de Baixa Baviera, estado de Baviera.